# Alt Tellin
Alt Tellin es un municipio situado en el distrito de Pomerania Occidental-Greifswald, en el estado federado de Mecklemburgo-Pomerania Occidental (Alemania), a una altitud de 12 metros. Su población a finales de 2016 era de 400 habs. y su densidad poblacional, 16 hab/km².
Se encuentra junto a la frontera con el distrito de Llanura Lacustre Mecklemburguesa.